# Kinetoskias cyathus
Kinetoskias cyathus är en mossdjursart. Kinetoskias cyathus ingår i släktet Kinetoskias och familjen Bugulidae. Inga underarter finns listade i Catalogue of Life.